# Brachycephalus hermogenesi
Brachycephalus hermogenesi е вид жаба от семейство Brachycephalidae. Видът не е застрашен от изчезване.

## Разпространение
Разпространен е в Бразилия (Рио де Жанейро и Сао Пауло).

## Описание
Популацията на вида е стабилна.